# مذبحة الأقصى الأولى

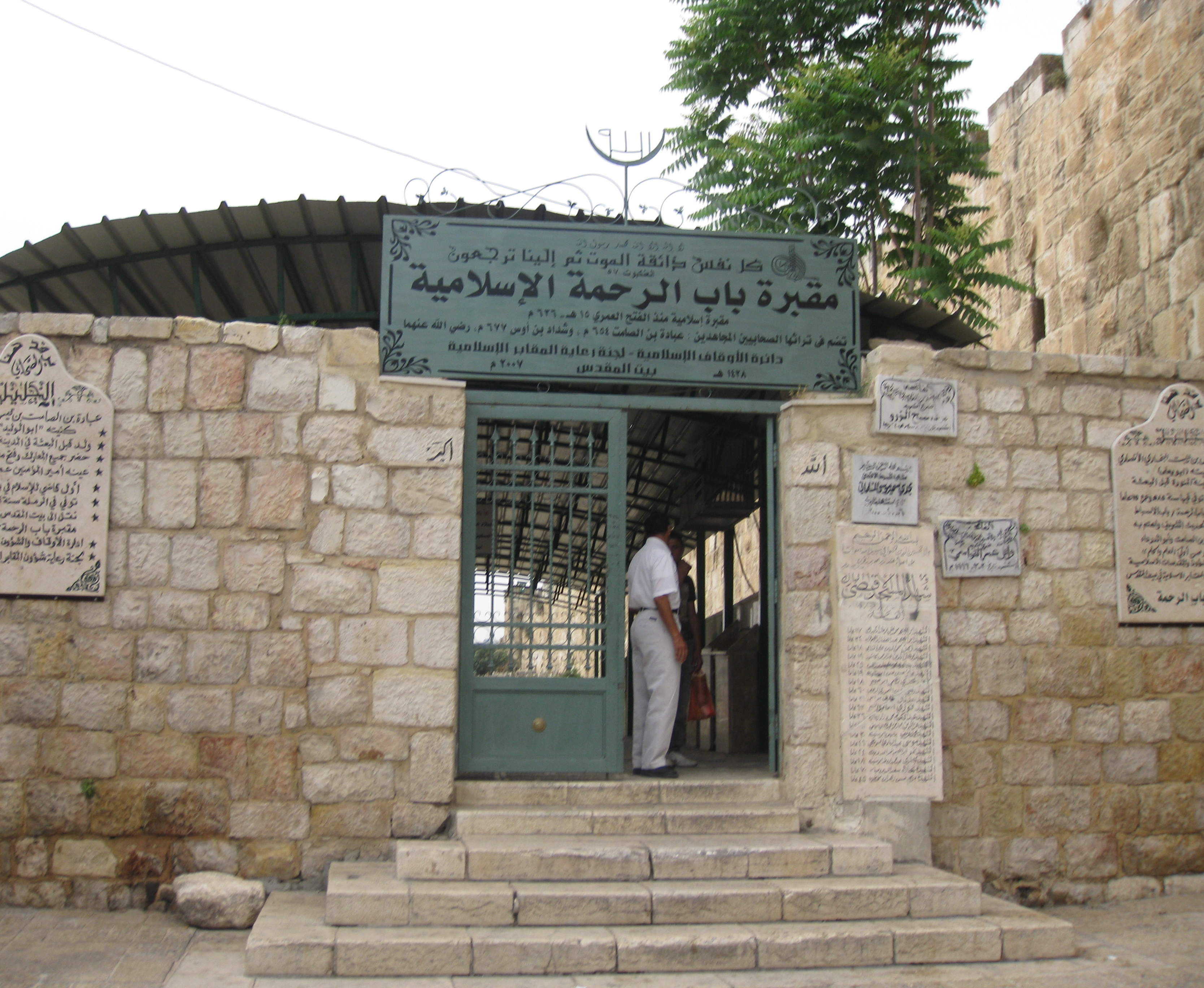

حدثت مذبحة الأقصى الأولى في مسجد الأقصى    بمدينة القدس  في تمام الساعة 10:30 من صبيحة يوم الاثنين الموافق 8 أكتوبر من عام 1990، قبيل صلاة الظهر، فقد حاول متطرفون يهود مما يسمى بجماعةأمناء جبل الهيكل بوضع حجر الأساس بما يسمى للهيكل الثالث في ساحة المسجد الأقصى، فقام أهل القدس على عادتهم لمنع المتطرفين اليهود من ذلك، فوقع اشتباك بين المصلين وعددهم قرابة أربعة آلاف مصل وبين المتطرفون اليهود الذين يقودهم غرشون سلمون، فتدخل على الفور جنود الاحتلال الإسرائيلي الموجودون في ساحات المسجد وأمطروا المصلين بزخات من الرصاص دون تمييز، مما أدى إلى مقتل 21 وإصابة 150 بجروح مختلفة واعتقال 270 شخصاً، تم إعاقة حركة سيارات الإسعاف وأصيب بعض الأطباء والممرضين أثناء تأدية واجبهم، ولم يتم إخلاء القتلى والجرحي إلا بعد 6 ساعات من بداية المذبحة.

## ما قبل المذبحة
قبيل المذبحة بعدة أيام كانت جماعة يهودية متطرفة تسمى أمناء جبل الهيكل قد وزعت بيانا على وسائل الاعلام بمناسبة احتفالها بما يسمى «عيد العرش»، تقول فيه أنها تعتزم تنظيم مسيرة إلى جبل الهيكل (كما يسمونه)، داعية فيه اليهود للمشاركة فيها، لأنه وحسب البيان فإن الجماعة ستضع حجر الأساس لما يسمى بـ الهيكل الثالث بشكل حاسم، إضافة إلى تصريح لمؤسس التنظيم غرشون سلمون يقول فيه: «الاحتلال العربي الإسلامي لمنطقة المعبد يجب أن يأتي إلى نهايته، ويجب على اليهود تجديد علاقاتهم العميقة للمنطقة المقدسة»، مما أثار حفيظة المقدسيين وامام المسجد الأقصى.

## يوم المذبحة
يوم الاثنين 8 أكتوبر، 1990 في تمام الساعة 10:00 صباحا، أي قبل وقوع المذبحة بنصف ساعة، شرعت قوات الاحتلال الإسرائيلي بوضع حواجز عسكرية على طول الطرق المؤدية إلى القدس من أجل منع الفلسطينيين من الوصول إلى المدينة، كما أنها أغلقت أبواب المسجد الأقصى لمنع سكان القدس لدخول المسجد، ولكن الآلاف من المصلين كانوا قد تجمعوا داخل المسجد قبل هذا الوقت في استجابة لدعوات من إمام المسجد، والحركة الإسلامية لحماية المسجد، لمنع «أمناء الهيكل» من اقتحامه.
وفي تمام الساعة 10:30 صباحا، وعندما بدأ المصلين المسلمين بمقاومة المجموعة الإسرائيلية لمنعهم من وضع «حجر الاساس» من أجل ما يسمى الهيكل الثالث، شرعت قوات الاحتلال الإسرائيلي بتنفيذ المجزرة، وذلك باستخدام جميع الأسلحة مثل قنابل الغاز السام والأسلحة الأوتوماتيكية وطائرات الهليكوبتر عسكرية، وقد قام الجنود والمستوطنين اليهود بإمطار الجموع بالذخيرة الحية بشكل متواصل من نيران المدافع الرشاشة. وكانت النتيجة أن الآلاف من المصلين الفلسطينيين من مختلف الأعمار وجدوا أنفسهم في فخ الموت الجماعي، ولم يتوقف إطلاق النار لمدة 35 دقيقة على المصلين مما أدى إلى أستشهاد ثلاثة وعشرين فلسطينيا، وأصابة 850 آخرين بدرجات متفاوتة.

## ما بعد المذبحة
تم إعاقة حركة سيارات المتجهة لإسعاف المصابين وقد أصيب بعض الأطباء والممرضين أثناء تأدية واجبهم، ولم يستطع الفلسطنيون إخلاء القتلى والجرحي إلا بعد 6 ساعات من بداية المجرزة.

## الصور
الروابط لتالية هي لبعض الذين استشهدوا في هذه المذبحة

## وصلات خارجية
- تسجيل خاص للمذبحة ولكن من خارج الحرم القدسي